# Бьюкенен, Боб
Ро́берт «Боб» Бьюке́нен (англ. Robert "Bob" Buchanan) — американский кёрлингист и тренер по кёрлингу.
В составе мужской сборной США серебряный призёр чемпионата мира 1981. Чемпион США среди мужчин
Играл на позиции первого.
Как тренер мужской команды США участник демонстрационного турнира по кёрлингу на Зимних Олимпийских играх 1992.

## Достижения
- Чемпионат мира по кёрлингу среди мужчин: серебро (1981).
- Чемпионат США по кёрлингу среди мужчин: золото (1981).

## Команды
| Сезон   | Четвёртый     | Третий        | Второй        | Первый       | Турниры             |
| ------- | ------------- | ------------- | ------------- | ------------ | ------------------- |
| 1978—79 | Бад Сомервилл | Bill Venne    | Dick Campbell | Боб Бьюкенен | [ 2 ]               |
| 1980—81 | Боб Николс    | Бад Сомервилл | Боб Кристман  | Боб Бьюкенен | ЧСША 1981 · ЧМ 1981 |
| 1989—90 | Jim Bradshaw  | Том Локен     | Боб Кристман  | Боб Бьюкенен | [ 2 ]               |

(скипы выделены полужирным шрифтом)

## Результаты как тренера национальных сборных
| Год  | Турнир                              | Сборная       | Место |
| ---- | ----------------------------------- | ------------- | ----- |
| 1992 | Зимние Олимпийские игры 1992 (демо) | США (мужчины) | 3     |